# Sebastian Richter (Kameramann)
Sebastian Richter (* 1963 in Berlin) ist ein deutscher Kameramann.
Sebastian Richter studierte Kamera von 1984 bis 1989 an der HFF Potsdam-Babelsberg. Seit dieser Zeit war er als Kameramann für mehr als 50 Film- und Fernsehproduktionen tätig. 1992 wurde er für den Dokumentarfilm Letztes Jahr Titanic mit dem Grimme-Preis ausgezeichnet.
Seit 2000 ist er als Lehrbeauftragter an der Filmuniversität Babelsberg tätig.

## Filmografie (Auswahl)
- 1989: Weil ich ein Dicker bin (Dokumentar-Kurzfilm)
- 1990: Ich war ein glücklicher Mensch (Dokumentarfilm)
- 1991: Letztes Jahr Titanic (Dokumentarfilm)
- 1996: Polizeiruf 110 – Die Gazelle
- 1997: Viel Spaß mit meiner Frau
- 1997: Im Namen der Unschuld
- 1997: Tatort – Alptraum
- 1998: Polizeiruf 110 – Discokiller
- 1999: Polizeiruf 110 – Mörderkind
- 2000: Bonhoeffer – Die letzte Stufe
- 2000: Polizeiruf 110 – Bis zur letzten Sekunde
- 2001: Polizeiruf 110 – Angst
- 2002: Polizeiruf 110 – Braut in Schwarz
- 2004: Polizeiruf 110 – Das Zeichen
- 2006: Die Frau im roten Kleid
- 2006: Zwei Millionen suchen einen Vater
- 2006: Stubbe – Von Fall zu Fall: Schwarze Tulpen
- 2007: Stubbe – Von Fall zu Fall: Schmutzige Geschäfte
- 2006: Stubbe – Von Fall zu Fall: Bittere Wahrheiten
- 2007: Zu schön für mich
- 2008: Frau Holle
- 2008: Mamas Flitterwochen
- 2009: Rapunzel
- 2011: Jorinde und Joringel
- 2015: Alles andere zeigt die Zeit